# Jim Carroll

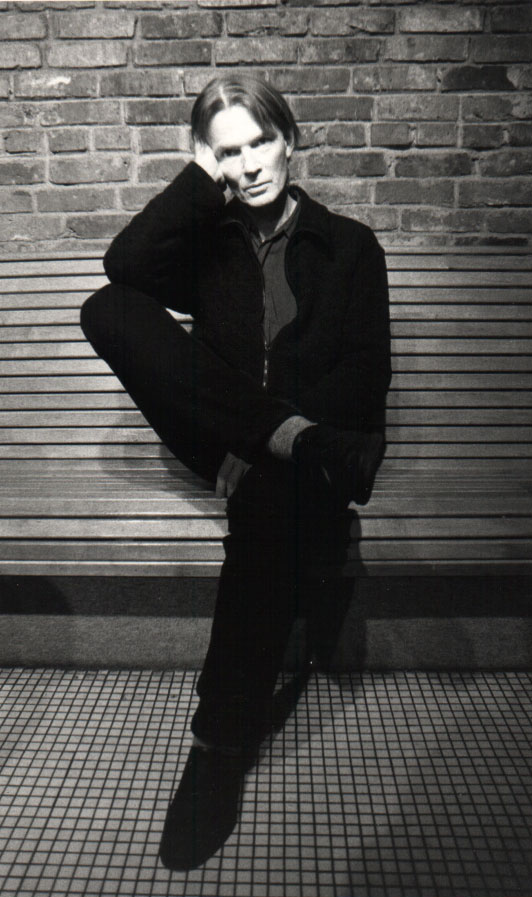
Jim Carroll, Seattle 2000

James Dennis „Jim“ Carroll (* 1. August 1949 in New York City; † 11. September 2009 ebenda) war ein US-amerikanischer Schriftsteller, Musiker und Punk.

## Leben
Schon früh kam der junge Carroll mit der New Yorker Künstlerszene in Kontakt und erschien auch in zwei Filmen von Andy Warhol. 1970 gehörte Carroll zusammen mit Patti Smith und Robert Mapplethorpe zur Elite der New Yorker Künstlerszene. Sein Musikstil inspirierte Künstler wie Pearl Jam, Rancid, Lou Reed und John Cale.
Die Erlebnisse und Erfahrungen seiner frühen Teenager-Jahre hat Carroll in dem 1978 erschienenen Buch The Basketball Diaries beschrieben. Das Buch basiert auf den Tagebüchern, die Carroll im Alter zwischen 12 und 16 geführt hat, und behandelt auch seine Heroin-Abhängigkeit, die begann, als Carroll 13 war. Im Jahr 1995 wurde das Buch unter demselben Titel mit Leonardo DiCaprio und Mark Wahlberg in den Hauptrollen verfilmt (dt. Titel: Jim Carroll – In den Straßen von New York).
Caroll starb am 11. September 2009 in seiner Manhattaner Wohnung nach einem Herzinfarkt.

## Veröffentlichungen

### Bücher
- The Petting Zoo. Roman. Viking, New York 2010, ISBN 978-0-670-02218-2.

#### Gedichte
- Organic Trains (1967)
- 4 Ups and 1 Down (1970)
- Living at the Movies (1972)
- The Book of Nods (1986)
- Fear of Dreaming (1993)
- Void of Course: Poems 1994–1997 (1998)

#### Tagebücher
- The Basketball Diaries (1978)
- Forced Entries. The Downtown Diaries: 1971–1973 (1987)

#### Von Jim Carroll inspirierte Bücher
- Only Skin Deep, George Kimball (1968)
- The Crow, James O’Barr (1981)
- Wonderland Avenue, Danny Sugerman (1989)
- The Lone Ranger and Tonto Fistfight in Heaven, Sherman Alexie (1993)
- Trainspotting, Irvine Welsh (1993)
- The Acid House, Irvine Welsh (1994)

### Alben

#### Musik von Jim Carroll und derJim Carroll Band
- Catholic Boy (1980)
- Dry Dreams  (1982)
- I Write Your Name (1983)
- Best of The JC Band (1993)
- Pools of Mercury (1998)
- Runaway (2000)

#### Gelesene Werke
- Rimbaud Lectures (1978)
- Naropa Institute (1986)
- Praying Mantis (1991)
- The Basketball Diaries’ (1994)
- Curtis’s Charm (1996)
- Pools of Mercury (1998)

#### Kollaborationen
- Live at Max’s Kansas City mit Velvet Underground (1972)
- Club Ninja mit Blue Öyster Cult (1986)
- Other Roads mit Boz Scaggs (1988)
- Between Thought and Expression mit Lou Reed (1992)
- ...And Out Come the Wolves, Rancid (1995)
- Feeling You Up mit Truly (1997)
- Yes I Ram mit Jon Tiven Group (1999)

#### Compilations und Soundtracks mit Musik von Jim Carroll
- Tuff Turf Soundtrack (1985)
- Back to the Streets: Celebrating the Music of Don Covay (1993)
- Sedated In The Eighties (1993)
- New Wave Dance Hits: Just Can’t Get Enough, Vol. 6 (1994)
- The Basketball Diaries Soundtrack (1995)
- WCBN Naked 2000 (2000)
- Dawn of the Dead (2004)

#### Coverversionen
- Viva Zapata, 7 Year Bitch (1994)
- Put Your Tongue to the Rail, various artists (1999)